# Jeptha
Pour le personnage du Livre des juges, voir Jephté.
Jeptha est un secteur non constitué en municipalité situé dans le comté de Morgan, dans le Commonwealth du Kentucky, aux États-Unis.

## Source
- (en) Cet article est partiellement ou en totalité issu de l’article de Wikipédia en anglais intitulé « Jeptha, Kentucky » (voir la liste des auteurs).